# Octomeria tapiricataractae
Octomeria tapiricataractae là một loài thực vật có hoa trong họ Lan. Loài này được G.A.Romero & Luer mô tả khoa học đầu tiên năm 2002.